# 나가세 다카노리
나가세 다카노리(일본어: 永瀬 貴規, 1993년 10월 14일~)는 일본의 유도 선수이다. 2016년 하계 올림픽 하프미들급 동메달을 획득했으며, 2020년과 2024년 하계 올림픽에서는 개인전 금메달을 획득했다. 또한 2020년 올림픽 혼성 단체전에서 은메달을 획득했다. 